# Гідрохімічний режим
Гідрохімічний режи́м  — закономірні зміни  концентрації розчинених хімічних речовин у воді водотоків та водойм, зумовлені змінами ролі різних видів живлення водних об'єктів (атмосферні опади, підземні води) протягом року. 
Найбільш чітко гідрохімічний режим проявляється для річок, коли за сезонами змінюються фази водності (повінь, межень, паводок). Тобто, спостерігається тісний зв'язок з гідрологічним режимом.
Атмосферне живлення створює малу мінералізацію річкових вод, оскільки атмосферні опади серед природних вод найменш мінералізовані. 
Підземне живлення створює підвищену мінералізацію річкових вод, оскільки підземні води мають підвищену кількість солей порівняно з іншими типами вод.
При зростанні поверхневого стоку мінералізація річкової води знижується, а при його зменшенні та збільшенні підземного живлення - вона зростає.
Тому, як правило, під час повені та паводків мінералізація виявляється мінімальною, під час межені - досягає максимальних значень.
На формування гідрохімічного режиму впливають фізико-географічні фактори. Річкам, які мають різні фізико-географічні умови, властивий різний гідрохімічний режим. 
Перевага снігового живлення спричиняє різке зниження мінералізації річкової води навесні чи в першій половині року. Максимальне підвищення мінералізації спостерігається взимку, а в південних районах - можливе влітку.
Перевага ж дощового живлення протягом теплого періоду року часто знижує мінералізацію річкової води з максимумами в проміжках між підйомами води. Наявність високогірного снігового і льодовикового живлення річок зумовлює своєріний мінімум мінералізації їх вод під час найбільшого танення снігів на верхніх ярусах гір і льодовиків.